# Federació de Repúbliques Balcàniques

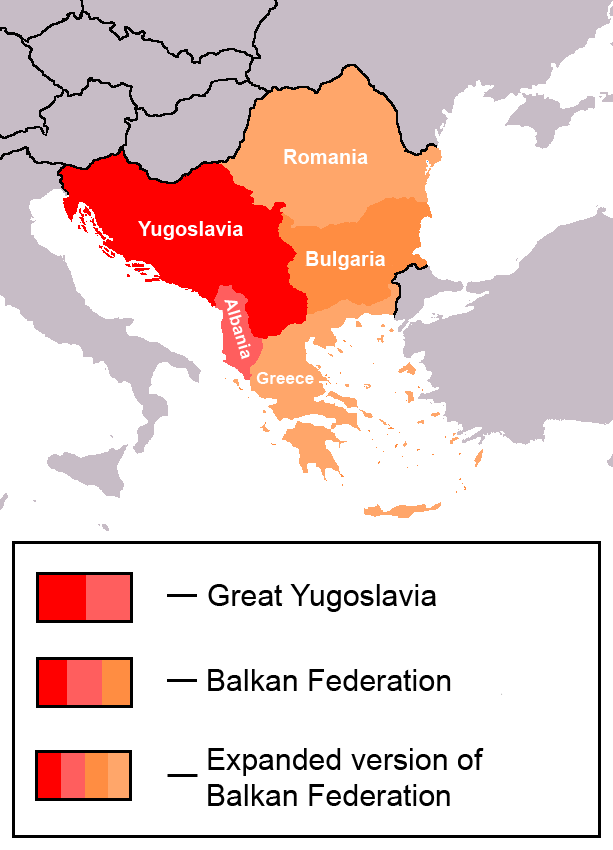
Projecte de la Federació Balcànica proposat per la Internacional Comunista.

La Federació de Repúbliques Balcàniques o Federació Balcànica va ser una proposta política per part dels partits polítics d'esquerres per crear una federació o confederació a la península dels Balcans.
El concepte de federació balcànica va sorgir a la fi del segle xix per part de diverses forces polítiques esquerranistes de la regió, amb l'objectiu d'establir una nova unitat política consistent en unificar els països de la península dintre del marc d'una república federal socialista, internacionalista i d'igualtat social i econòmica. Aquesta proposta va ser realitzada malgrat les diferències entre grups ètnics als Balcans que cercaven l'emancipació dels estats.
El procés polític va estar dividit en tres fases. A la primera, es va proposar una unió balcànica com a resposta al col·lapse de l'Imperi Otomà a començaments del segle xx. El segon pas va venir per part dels partits comunistes durant el període d'entreguerres (1919-36). I la tercera fase va estar caracteritzada per l'oposició de Iosif Stalin davant aquest projecte per part dels comunistes balcànics durant els anys esdevenidors al final de la Segona Guerra Mundial.